# Yvonne Iyamulemye Kabano
Yvonne Iyamulemye Kabano est une femme politique de la république démocratique du Congo. Elle est vice-ministre des Anciens combattants dans les gouvernements Gizenga I et II depuis le 5 février 2007.